# Bez grawitacji
Bez grawitacji – debiutancki album Ryszarda Sygitowicza, wydany w 1985 roku, nakładem wydawnictwa Wifon.

## Lista utworów
Strona A
1. „Opóźniony do Bostonu” – 2:15
2. „Lewa prosta” – 4:26
3. „Niespełnienie” – 5:42
4. „Cavalcado” – 3:00
5. „Na kacu” – 2:43

Strona B
1. „Bez grawitacji” – 8:05
2. „Jamall (wielbłąd)” – 5:02
3. „Przybłęda” – 3:45
4. „Opus 1983” – 1:10

## Twórcy
- Ryszard Sygitowicz – gitara elektryczna, instrumenty klawiszowe, gitara basowa, syntezator gitarowy, gitara akustyczna, perkusja elektroniczna
- Zbigniew Namysłowski – saksofon (B–1)
- Arkadiusz Żak – gitara basowa (A–1, 2, 3, 4 B–1, 2)
- Wojciech Morawski – perkusja (A–3, 4)
- Dariusz Sygitowicz – perkusja (A–1, B–2)

Realizacja nagrań: Wojciech Przybylski, Jarosław Regulski (A–3, 4 B–4); Andrzej Hamerski, Zbigniew Kusiak (A–1, 2, 5 B–1, 2, 3). Muzyka: Ryszard Sygitowicz.

## Reedycja
W 2015 roku firma GAD Records wydała reedycję albumu na CD z czterema utworami dodatkowymi:
1. „Opóźniony do Bostonu” – 2:18
2. „Lewa prosta” – 4:26
3. „Niespełnienie” – 5:41
4. „Cavalcado” – 3:02
5. „Na kacu” – 2:45
6. „Bez grawitacji” – 8:06
7. „Jamall (wielbłąd)” – 5:02
8. „Przybłęda” – 3:46
9. „Opus 1983” – 1:11

bonusy
1. „Odrzucony narzeczony” – 3:55
2. „Wesoły klucznik” – 5:05
3. „Czarny matecznik” – 5:22
4. „Gwiezdne łąki” – 5:33